# 側胸棘鯛
側胸棘鯛，是輻鰭魚綱金眼鯛目燧鯛亞目燧鯛科的其中一種。分布於澳洲南部海域，屬深海魚類，棲息深度146-586公尺，體長可達53公分。